# Zenani Mandela-Dlamini
La princesa Zenani Mandela-Dlamini (4 de febrero de 1959) es una diplomática sudafricana. Es la hija mayor de Nelson Mandela y su segunda esposa, Winnie Mandela. 

## Trayectoria
Mandela-Dlamini estuvo a punto de nacer en prisión, ya que su madre Winnie Mandela fue arrestada cerca de su nacimiento en 1959. Cuando tenía cuatro años, su padre fue encarcelado, permaneciendo en prisión durante  27 años. Hasta que no cumplió 16 años en 1974, no pudo visitarlo. Es hermana de la también diplomática Zindzi Mandela.
Mandela-Dlamini estudió en el Waterford Kamhlaba United World College of Southern Africa y cursó ciencias en la Universidad de Boston. Fue allí donde conoció al Príncipe Thumbumuzi Dlamini de Suazilandia, hermano mayor del monarca reinante, Mswati III de Suazilandia y de la reina Mantfombi de los zulúes.  Se casaron en 1973 y tuvieron cuatro hijos: Zaziwe (nacido en 1977), Zamaswazi (1979), Zinhle (1980) y Zozuko (1992), además de seis nietos, aunque actualmente están separados.
Mandela-Dlamini fue nombrada embajadora de Sudáfrica en Argentina en julio de 2012, convirtiéndose en la primera de los hijos de Mandela en ingresar al servicio público. Sucedió al diplomático y exlíder opositor Tony Leon. Dejó el cargo en 2017, cuando fue nombrada alta comisionada sudafricana en Mauricio. 
Tras el divorcio de sus padres, Mandela-Dlamini se convirtió en la primera dama sustituta de Sudáfrica hasta que su padre se volvió a casar en su 80 cumpleaños con la ex primera dama de Mozambique, Graça Machel.